# Dick Raaijmakers
Dick Raaijmakers (Maastricht, 1 september 1930 – Den Haag, 4 september 2013), ook bekend als Dick Raaymakers of Kid Baltan, was een Nederlands componist, theatermaker en theoreticus. Hij wordt beschouwd als een pionier op het gebied van elektronische muziek en tapemuziek, maar heeft daarnaast ook talrijke muziektheaterstukken en theoretische publicaties gerealiseerd.
Raaijmakers studeerde piano aan het Koninklijk Conservatorium (Den Haag). Van 1954 tot 1960 was hij werkzaam bij Koninklijke Philips Electronics N.V. te Eindhoven op elektro-akoestisch gebied. Onder het pseudoniem Kid Baltan, een anagram van "Dik Natlab" - de bijnaam van Raaijmakers, realiseerde hij hier drie proeven van populaire muziek met behulp van elektronische middelen (naar later bleek de eerste pogingen in dit genre ter wereld). Dit werk is verzameld en opnieuw uitgebracht onder de naam Popular Electronics. Early Dutch electronic music from Philips Research Laboratories, 1956-1963. Vervolgens was hij van 1960 tot 1962 als wetenschappelijk medewerker verbonden aan de Rijksuniversiteit te Utrecht. Van 1963 tot 1966 werkte hij samen met Jan Boerman in een zelf opgerichte studio voor elektronische muziek in Den Haag. Sinds 1966 tot aan zijn pensionering in 1995 was hij als docent Elektronische en Hedendaagse Muziek verbonden aan het Koninklijk Conservatorium (Den Haag) en vanaf 1991 als docent muziektheater bij de interfaculteit Beeld en Geluid van het Koninklijk Conservatorium en de Koninklijke Academie van Beeldende Kunsten.

## Werk

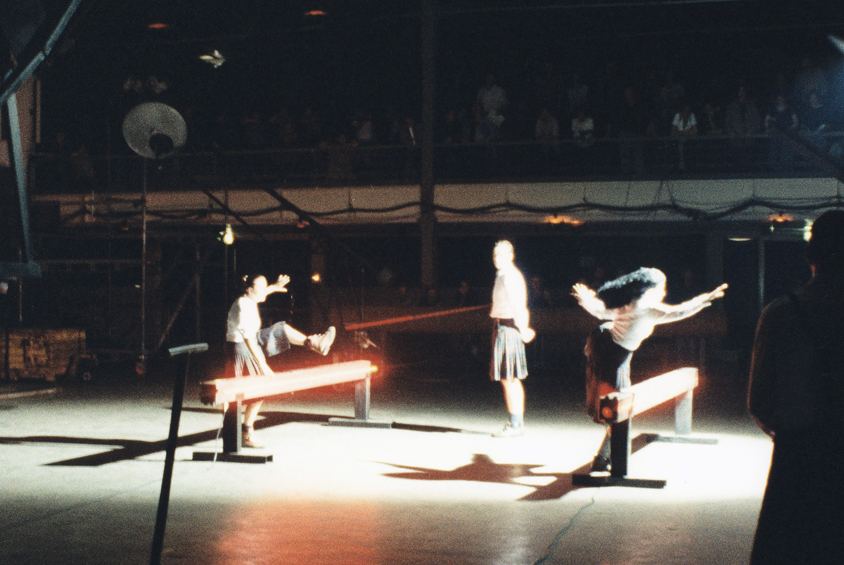
Uitvoering De Val van Mussolini, Westergasfabriek, Amsterdam, mei-juni 1995

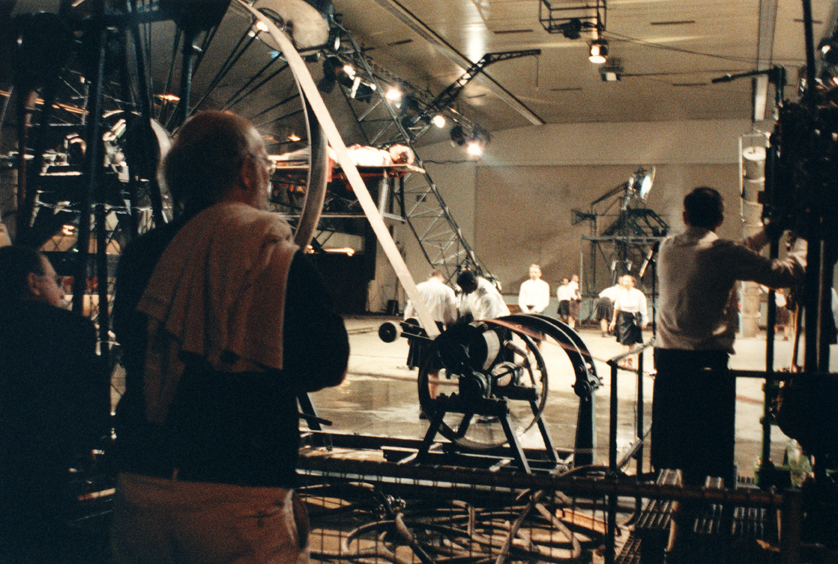
Uitvoering De Val van Mussolini, Westergasfabriek, Amsterdam, mei-juni 1995

Raaijmakers’ werk kent een grote verscheidenheid aan genres en stijlen, variërend van klank-animaties voor filmdoeleinden tot uiterst abstracte impuls-structuren; van ‘action music’ tot oneindige stemmenweefsels; van elektro-akoestische tableaux vivants tot extracten van muziektheater. Hij geldt als samenbrenger van disciplines als beeldende kunst, film, literatuur en theater met de wereld van de muziek. Raaijmakers is de schepper van vele elektronische composities, ‘instructiestukken’ voor strijkensembles, fonokinetische objecten, ‘grafische methodes’ voor tractor en fiets; ‘operaties’ voor tape, film, theater, slagwerkensemble, museum en performance, kunstwerken voor kantoren en conservatorium, en vele muziek-scenische composities en muziektheaterproducties, waaronder een aantal voor het Holland Festival en theatergezelschap Hollandia. Zijn theoretische verhandelingen worden gekenmerkt door een interesse in bijzondere intermediale connecties: zo illustreerde Raaijmakers in zijn laatste publicatie Cahier-M (2000) de verbanden die hij zag tussen de 19e-eeuwse Franse fysioloog Etienne-Jules Marey, componist Pierre Boulez, architect Iannis Xenakis en de muzikale opvattingen van Piet Mondriaan.
Een van zijn belangrijkste boeken is De methode waarin hij op exacte, maar toch dichterlijke wijze beschrijft wat met beweging, oorzaak en gevolg, en de waarneming daarvan samenhangt.

## Prijzen
Raaijmakers ontving voor zijn bijdrage aan de ontwikkeling van de beeldende en muzikale kunsten in Nederland diverse prijzen:
- 1992 Oeuvreprijs voor beeldende kunst van het Fonds voor Beeldende Kunsten, Vormgeving en Bouwkunst
- 1994 Matthijs Vermeulenprijs voor muziek van het Amsterdams Fonds voor de Kunsten
- 1995 Ouborg-prijs voor zijn gehele oeuvre van de Gemeente Den Haag
- Eind 1995 werd het tweejaarlijkse Festival in de Branding van de Wagenaarstichting in Den Haag geheel gewijd aan het muzikale en beeldende werk van Raaijmakers.
- 2005 Oeuvreprijs van de Johan Wagenaar Stichting
- 2005 Eredoctoraat aan de Universiteit Leiden
- 2011 Witteveen+Bos-prijs voor Kunst+Techniek voor zijn gehele oeuvre

## Publicaties
- Mulder, A. en Brouwer, J. (eds.) (2007), Dick Raaijmakers - Monografie, Rotterdam: V2_Publishing, ISBN 978-90-5662-600-6
- Raaijmakers, D. (1971) “ Ideofoon I 1970; Ideofoon II 1971; Ideofoon III 1971”, Geluid ⇔ kijken: drie audio-visuele projecten [catalogus] Amsterdam: Stedelijk Museum
- Raaijmakers, D. (1972) “Ideophone I 1970; Ideophone II 1971; Ideophone III 1971”, Dutch ministry of foreign affairs, department of cultural cooperation and information. Open Research. Den Haag: Staatsdrukkerij
- Raaijmakers, D. (1973) Drie Ideofonen. [catalogus] Den Haag: Haags Gemeentemuseum
- Raaijmakers, D. (1977) "Jan Boerman and electronic composition", Keynotes nr. 5, pp. 45–49
- Raaijmakers, D. (1978) “Audio-Kinetic Art and Electronics: Three projects by Dutch Composers”, Keynotes jrg 2 nr. 8, pp. 36–43
- Raaijmakers, D. (1978) “De kunst van het machine lezen”, Raster: de kunst van de machine jrg 2/6: 6-53
- Raaijmakers, D. (1978) “Is There Such a Thing as Dutch Electronic Music?”, Keynotes jrg 2 nr. 8, pp. 3–5
- Raaijmakers, D. (1981) “The Electrical Method”, DA+AT. Amsterdam: Visual Arts Office for Abroad, pp. 19–27
- Raaijmakers, D. (1982) “Operatie: The Micro Man”, De Appel 1982/4: 10-17
- Raaijmakers, D. (1982) “Operatie: The Micro Man”, De Appel: Foreign Edition 1982/4: 16-17
- Raaijmakers, D. (1982) “Twee: De waarnemer”, Raster 22, 159-207
- Raaijmakers, D. (1983) “De val van Mussolini: een vergeten Hollywoodproject uit 1940”, Raster 29, 7-52
- Raaijmakers, D. (1984) “Raaijmakers’ weerwoord: ‘visionair plan van Cassius’”, Blotto: filmmagazine in zwart/wit, gewijd aan Laurel & Hardy jrg. 1/nr.2, pp. 55
- Raaijmakers, D. (1984) “The Electric Method”, MW 9 (December), pp. 20–27
- Raaijmakers, D. (1984) “The Graphical Method 2: bicycle”, MW 6, pp. 11–19
- Raaijmakers, D. (1984) De Methode. Amsterdam: Bert Bakker ISBN 9035101340
- Raaijmakers, D. (1987) “Electronics in Music Teaching: a Question of Supply and Demand”, Keynotes jrg 2 nr. 8, pp. 47–52
- Raaijmakers, D. (ed.) (1989) Anti Qua Musica: het ‘open’ muziekinstrument in kunst en antikunst. Den Haag: Haags Gemeentemuseum/SDU uitgevers
- Raaijmakers, D. (1990) “Over het zitten voor elektrofonen”, Raster 50, pp. 7–33
- Raaijmakers, D. (1992) “Stomme film”, Raster 58, pp. 97–100
- Raaijmakers, D. (1993) “De provocatieve schroef”, Raster 60, pp. 58–61
- Raaijmakers, D. (1995) “De toekomst van Electronische muziek: Kaarsverlichting en postkoetsverkeer”, Mens & Melodie XI/XII, 616-621
- Raaijmakers, D. (1995) “De val van Mussolini als muziektheater”, Dick Raaijmakers: de val van Mussoloni. Amsterdam: Holland Festival
- Raaijmakers, D. (1995) “De val van Mussolini: een vergeten hollywoodproject uit 1930”, Dick Raaijmakers: de val van Mussoloni. Amsterdam: Holland Festival
- Raaijmakers, D. (1995) “The Future of Electronic Music”, Keynotes 29, nr. 3 (september). Translated by Muse Translations (John Lydon), pp. 4–7
- Raaijmakers, D. (1997) “Lichte Muziek”, THD: geen weg terug 1 (januari)
- Raaijmakers, D. (1998) “Verschuivingen binnen de slagorde”, J. Konstapel, G.J.P. Rijntjes & E. Vreedenburgh (eds.) De onvermijdelijke culturele revolutie. Den Haag: SMO
- Raaijmakers, D. (2000) Cahier ‘M’: kleine morfologie van de elektrische klank. Serie: geschriften van het Orpheus instituut. Leuven: universitaire pers
- Raaijmakers, D. (2001) “Motto: tempo giusto”, Henk Guittart & Janneke van der Meer (eds.) Lucht van een andere planeet: 25 jaar Schönberg Kwartet. Den Haag/Abcoude: Schönberg kwartet/Uniepers, pp. 79–80
- Raaijmakers, D. (2005) Cahier ‘M’: a Brief Morphology of Electric Sound. Revised Edition. Series: Collected Writings of the Orpheus Institute. Translated by Richard Barrett. Leuven: Leuven University Press
- Raaijmakers, D. (2009) Method. Edited and translated by Vincent W.J. van Gerven Oei. Eindhoven: Onomatopee. ISBN 9789078454359
- Raaijmakers, D. (2011) The Destructive Character. Edited and translated by Vincent W.J. van Gerven Oei. Eindhoven: Onomatopee. ISBN 9789078454656

## Oeuvre
Muziektheater-producties en beeldende werken:
- Popular Electronics. Early Dutch electronic music from Philips Research Laboratories, 1956-1963
- The Art of Opening (1966)
- Radioproject (1966–1967)
- Balade Erlkönig (1967)
- Grafisch kwartet (1968)
- Kwartet (1971)
- Kwartet heiliger Dankgesang (2000)
- Nachtmuziek (1969)
- Schaakmuziek (1969)
- Ideofoon 1 (1970–1973)
- Ideofoon 2 (1970–1973)
- Ideofoon 3 (1970–1973)
- Chairman Mao Is Our Guide (1970)
- De lange mars (1971)
- Mao leve! (1977)
- Kwintet (1972–1976)
- Actio in distans (1977)
- De grafische methode tractor (1976)
- De grafische methode fiets (1979)
- De kunst van het machinelezen (1978)
- Shhh! (1981)
- The Microman (1982)
- Ow! (1983–1984)
- Soundmen (1984)
- Come On! (1984)
- The Soundwall (1982–1984)
- Hey-hey! (1990)
- Ping-pong (1983–1996)
- Extase (1984)
- Acht labielen (1984–1985)
- Scheuermachine (1985)
- Der Stein (1995)
- Scheuer im Haag (1995)
- Tombeau de Glenn Gould (1989)
- Der Fall Leiermann (1991)
- Dépons/Der Fall (1992)
- Der Fall/Dépons (1993)
- Intona (1991)
- Fort-klank (1993)
- Probe (1993)
- De val van Mussolini (1995)
- Hermans hand (1995)
- Volta (1995)
- Konzert für ...(1997–2000)
- Proefneming met een tabakspijp (1998–1999)
- De weergave (2000)
- Ritueel moment (2005).

Composities:
- Tweeklank (1959)
- Pianoforte (1960)
- Vijf Plastieken (1961)
- Canon-1, super augere (1964)
- Canon-2, super imprimere (1964)
- Canon-3, super addere (1965)
- Canon-4, super sub-trahere (1965/66)
- Canon-5, super ‘dis-moi …’ (1967)
- Ballade Erlkönig voor Luidsprekers (1967)
- Filmmuziek-1: Mechanical Motions (1960)
- Filmmuziek-2: Bekaert (1966)
- Filmmuziek-3: Sidmar (1969)
- Chairman Mao Is Our Guide (1970)
- De lange mars (1971)
- Mao Leve! (1977)
- Ach! Ach! (1987)
- Plumes (1967)
- Flux (1967)
- Lied van de Arbeid (1976)
- Kwartet (1971)
- Ping-pong (1983)
- Der Fall Leiermann (1991)
- Du Armer! (1993)
- Vier Fanfares (1995)